# Phoumi Nosavan

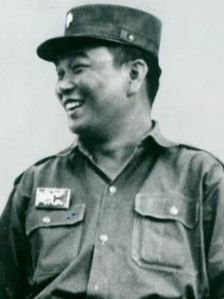
Phoumi Nosavan

Phoumi Nosavan (laotisch ພູມີ ໜໍ່ສະຫວັນ, ALA-LC: Phūmī Nǭsavan; * 27. Januar 1920 in Savannakhet, Protektorat Laos, Französisch-Indochina; † 3. November 1985 in Bangkok, Thailand) war ein laotischer Heeresoffizier und antikommunistischer Politiker. Anfang der 1960er-Jahre war er Anführer der Rechten im Laotischen Bürgerkrieg, Verteidigungsminister und stellvertretender Ministerpräsident von Laos.

## Herkunft und Militärkarriere (bis 1958)
Phoumi Nosavan wurde in Savannakhet in Südlaos geboren. Seine Mutter kam aus dem thailändischen Mukdahan auf der gegenüberliegenden Seite des Mekong (bis zum Französisch-Siamesischen Krieg 1893 war der Mekong noch keine Staatsgrenze und auf beiden Seiten leben Lao). Er war ein Neffe 2. Grades des thailändischen Feldmarschalls und Ministerpräsidenten Sarit Thanarat, der mütterlicherseits ebenfalls aus Mukdahan stammte. Phoumi diente zunächst in der französischen Kolonialverwaltung. In der Spätphase des Zweiten Weltkriegs war er einer der Anführer der nationalistischen Bewegung Lao Pen Lao, die gegen die japanische Besetzung von Laos kämpfte, und wirkte an der Befreiung Savannakhets von den Japanern mit. Er schloss sich der Unabhängigkeitsbewegung Lao Issara an, die eine kurzlebige Regierung bildete. Nach der Wiederherstellung der französischen Kolonialherrschaft ging er mit den Anführern von Lao Issara von 1946 bis 1949 ins Exil. Während des Indochinakriegs sympathisierte er kurzzeitig mit den Việt Minh.
Nach der Unabhängigkeit Laos’ trat er aber 1950 als Leutnant in den Dienst des Königlich-Laotischen Heeres (Armée royale du Laos, ARL), das von der vormaligen Kolonialmacht Frankreich unterstützt wurde. Er stieg rapide im Rang auf, protegiert von seinem Cousin und Schwager Kou Voravong, der bis zu seiner Ermordung 1954 Verteidigungsminister war. 1955 wurde Phoumi Stabschef und im Jahr darauf Kommandeur der V. Militärregion, die für die Hauptstadt Vientiane zuständig war. 1957 ging er für einen Kurs an der École supérieure de guerre nach Frankreich. In dieser Zeit – inzwischen im Rang eines Obersts – kam er in Kontakt mit dem amerikanischen Auslandsgeheimdienst CIA. Von diesem unterstützt, gründete er nach seiner Rückkehr nach Laos 1958 gemeinsam mit anderen jüngeren Offizieren und rechten Politikern das antikommunistische „Komitee für die Verteidigung nationaler Interessen“ (Comité pour la défense des intérêts nationaux, CDIN). Dies war eine Reaktion auf den relativen Erfolg von Kandidaten der kommunistischen Pathet Lao bei der Parlamentswahl im Mai desselben Jahres.

## Politische Karriere (1959–1965)
In der Regierung von Phoui Sananikone war Phoumi ab Januar 1959 stellvertretender Verteidigungsminister. In dieser Zeit brach der (erste) Laotische Bürgerkrieg zwischen Regierungstruppen und Pathet Lao aus. Im Dezember 1959 wurde Phoumi zum Brigadegeneral befördert. Im selben Monat putschten das Militär und das CDIN unter Phoumis Führung gegen die Regierung Phoui Sananikones. In der darauffolgenden Regierung von Kou Abhay stieg er zum Verteidigungsminister auf.
Nach der manipulierten Wahl im April 1960, in der CDIN-Kandidaten 34 der 59 Parlamentssitze erhielten (die linke Opposition keinen einzigen), gründete er eine neue Partei namens Paxa Sangkhom, die das CDIN ersetzte. Der neue Ministerpräsident Prinz Somsanith Vongkotrattana galt als das „freundliche Gesicht“ der Regierung, während die wahre Macht bei Phoumi, der erneut das Verteidigungsministerium übernahm, und dem Außenminister Khamphan Panya lag. Sie sorgten für eine strikt antikommunistische und klar pro-amerikanische sowie pro-thailändische Ausrichtung der laotischen Regierung. Dabei genoss Phoumi die Unterstützung seines Onkels 2. Grades Sarit Thanarat, der seit 1959 Ministerpräsident von Thailand war, und den Phoumi oft zu Konsultationen besuchte.
Nach dem Putsch des neutralistischen Fallschirmjäger-Hauptmanns Kong Le am 8./9. August 1960 floh Phoumi zunächst nach Thailand, wo er Sarit Thanarat um Hilfe bat. Dieser sagte ihm Unterstützung zu, ebenso wie die CIA und das US-Verteidigungsministerium. Daraufhin bildete Phoumi ein Gegenputsch-Komitee unter nomineller Führung des Fürsten Boun Oum von Champasak und erklärte das Kriegsrecht. Kong Le übergab die Macht am 16. August an eine zivile Regierung unter Prinz Souvanna Phouma. Diese erkannte Phoumi jedoch nicht an. Stattdessen sammelte er seine Truppen, insgeheim unterstützt durch US-Waffenlieferungen, in Savannakhet und begann am 23. November einen Vormarsch auf die Hauptstadt Vientiane. Dieser mündete in die Schlacht um Vientiane am 13. bis 16. Dezember 1960, die mit einem Sieg der Rechten endete. Daraufhin floh wiederum Prinz Souvanna Phouma außer Landes. Boun Oum bildete eine rechtsgerichtete, pro-amerikanische Regierung, in der Phoumi stellvertretender Ministerpräsident sowie Verteidigungsminister war, und die von den Pathet Lao erbittert bekämpft wurde. 
Die 1961 ins Amt gekommene US-Regierung unter John F. Kennedy rief Rechte und Neutralisten zu einem Kompromiss und der Bildung einer neuen Koalitionsregierung auf. Dazu drängte sie Phoumi, der als eigentlicher Machthaber hinter der Regierung Boun Oum galt, zu Gesprächen mit dem Neutralisten-Anführer Souvanna Phouma. Er ließ sich jedoch nicht dazu bewegen, auch nicht durch ein Treffen mit dem thailändischen Ministerpräsidenten Sarit Thanarat und dem US-Staatssekretär für Fernost-Beziehungen W. Averell Harriman. Daraufhin stellte die Kennedy-Regierung ihre militärische und finanzielle Unterstützung für Laos ein. Phoumi versuchte die Zahlungen zunächst durch Einnahmen aus dem Opium-Handel zu ersetzen. Erst nach der für die Regierungstruppen verheerenden Niederlage gegen die Pathet Lao in der Schlacht von Luang Namtha im Mai 1962 lenkte er ein. Er stimmte dem Genfer Abkommen über die Neutralität von Laos im Juli 1962 und der Bildung einer neuen Koalitionsregierung unter Souvanna Phouma zu. In dieser wurde Phoumi stellvertretender Ministerpräsident. Ohne die Unterstützung der USA und Thailands (sein Verwandter Sarit Thanarat starb 1963) ging sein politischer Einfluss jedoch zurück.

## Exil und Tod (ab 1965)
1965 wurde ein Putschplan der Rechten aufgedeckt, in den Phoumi mutmaßlich verwickelt war. Er floh nach Thailand. In Abwesenheit wurde er von einem Ausschuss der Nationalversammlung wegen zahlreicher Delikte verurteilt, darunter Korruption. Er versuchte wiederholt, seinen Ruf in Laos wiederherzustellen und appellierte auch persönlich an Prinz Souvanna Phouma, blieb aber erfolglos. Bis zu seinem Tod lebte er – laut dem Indochina-Experten Arthur J. Dommen durchaus komfortabel –  im Exil in Bangkok.